# 葛洪升
葛洪升（1931年10月—2020年1月30日），男，汉族，山东莒南人。中国共产党党员，中华人民共和国政治人物，曾任浙江省人民政府省长。

## 生平
1977年，任浙江省电力工业局局长。1983年，任中共宁波市委书记。1990年，升任浙江省人民政府副省长、代省长；次年当选浙江省人民政府省长。
1993年，在浙江省省长的选举中，葛洪升意外败于万学远。后任国务院特区办公室副主任；1996年，升任主任。1998年3月，在第九届全国人大第一次会议上，当选为全国人民代表大会常务委员会委员。
2020年1月30日，因病医治无效在浙江杭州逝世，享年88岁。